# Apollo Miguel Rezk
Apollo Miguel Rezk (Rio de Janeiro, 9 de fevereiro de 1918 – 21 de janeiro de 1999) foi um oficial da reserva combatente do Exército Brasileiro que pertenceu à Força Expedicionária Brasileira (FEB), contingente militar brasileiro que participou da Segunda Guerra Mundial. Participou de combates na campanha da Itália, destacando-se nas batalhas de Monte Castello e La Serra. Por sua bravura e destacada atuação nos campos de batalha da Itália recebeu diversas condecorações do Brasil, e também dos Estados Unidos; incluindo a Cruz de Serviço Distinto (DSC), a segunda mais alta condecoração do Exército dos EUA.
Quando do seu falecimento, o governo dos Estados Unidos enviou um representante para o seu funeral, sendo que nem o Exército Brasileiro ou o governo brasileiro enviaram qualquer comitiva.

## Origens
Filho de Miguel Jorge Rezk, médico, dentista e farmacêutico, e de Suraya Mussalli Rezk, ambos imigrantes, ele do Líbano e ela da Síria.
Estudou no Colégio Pedro II, onde bacharelou-se, em 1935. Seu ideal era a carreira militar, mas o sonho frustrou-se ao ser reprovado no exame de saúde para a Escola Militar do Realengo. Ingressou, então, na Escola Superior de Comércio, onde formou-se perito-contador. Posteriormente, concluiu o curso de Ciências econômicas. Em 1939, foi declarado aspirante a oficial da Arma de Infantaria, pelo Centro de Preparação de Oficiais da Reserva (CPOR/RJ). Com a entrada do Brasil na Segunda Guerra Mundial, o tenente Apollo foi convocado para o serviço ativo embarcando para a Itália, incorporado ao Regimento Sampaio, no 2.º Escalão da FEB, agora como 1.º tenente.

## Monte Castelo e La Serra
Em 12 de dezembro de 1944, em Monte Castelo, comandando seu pelotão, o tenente Apollo conquistou importante posição alemã, após violenta batalha. Pela bravura demonstrada nessa ação, foi agraciado com a medalha "Estrela de Prata", pelo alto comando americano. Entretanto, viria a demonstrar, novamente, sua coragem, determinação e desprendimento quando, em 24 de fevereiro de 1945, conquistou La Serra, à frente de seu pelotão, atravessando extenso campo minado e sob pesada resistência inimiga.
Ferido e em posição vulnerável, conseguiu suportar os contra-ataques dos alemães e, apesar do poder de fogo inimigo, logrou repeli-los e ainda infligir-lhes severas baixas. Por essa magnífica atuação, já no hospital de campanha, ouviu pela rádio BBC, de Londres, a seguinte notícia:
"O Comando Aliado, na Itália, resolveu louvar um oficial da Força Expedicionária Brasileira pelos seguintes motivos: cada ação em combate é um pretexto para evidenciar suas belas qualidades de soldado e sua excelência no comando do pelotão, conduzindo a sua tropa ao objetivo com o exemplo da sua própria coragem.
Conquistou La Serra, em cujas ruínas se manteve até ser evacuado, ainda lutando, algumas horas depois de gravemente ferido. Sua posição estava cercada de metralhadoras inimigas, a esquerda, à frente e a direita, seis ao todo, as mais próximas distavam cerca de 15 metros do objetivo alcançado e as mais afastadas, 80 metros.
Suportou contra-ataques e esteve cercado durante quase toda a primeira noite. Fez cinco prisioneiros.
Ferido em combate às 23 horas do dia 23, só pôde ser evacuado na manhã seguinte, às 10 horas, devido ao intenso bombardeio da artilharia e morteiros a que estava sujeita a posição. Sua audácia em marchar para o objetivo fixado, que sabia fortemente defendido, completou-se com a decisão de manter o objetivo conquistado.
Mesmo ferido, contra-atacado e cercado, em momento algum pensou em retrair.
Revelou bravura, firmeza e acerto de decisão, excepcional calma em presença do inimigo, exata noção dos seus deveres em combate, a par de elevado sentimento de honra militar e superior capacidade de sacrifício”.
Foi condecorado com a Medalha de Campanha, a Cruz de Combate de 1ª. classe, a Medalha de Sangue do Brasil e a Medalha de Guerra, do Governo Brasileiro.
Em virtude de sua destacada ação na batalha de La Serra, recebeu do Governo dos Estados Unidos a Medalha Cruz de Serviço Distinto, considerada uma das mais importantes condecorações americanas. Foi o maior herói da FEB, na condição de oficial R/2, sendo um dos poucos combatentes, em todo o mundo, distinguido com tão importante condecoração.

## Pós-Guerra
Após o término da Guerra, prosseguiu em sua carreira militar, sendo promovido a capitão, em 3 de setembro de 1951. Casou-se com Ivette Antunes Rezk, de cuja união teve dois filhos: Nelson e Nádia. Além do Regimento Sampaio, serviu no Batalhão de Guardas, quando, por ocasião da inauguração do Panteão de Caxias, em 1949, apresentou a Guarda do então Ministério da Guerra ao Presidente da República, general Eurico Gaspar Dutra. Serviu, também, em Curitiba, como ajudante de ordem do general Mário Perdigão. Em 1957, foi reformado no posto de major.
Em 1999, no ano do seu falecimento, o Conselho Nacional de Oficiais da Reserva instituiu a Medalha “Major Apollo Miguel Rezk” para homenagear militares e civis que tenham se destacado em ações de apoio aos oficiais da reserva. Ao mesmo tempo, foi criada a Cadeira Especial Major Apollo Miguel Rezk na Academia de História Militar Terrestre do Brasil (AHMTB), cujo primeiro ocupante foi o seu biógrafo, o também oficial da reserva Sérgio Pinto Monteiro.

## Destaques
- Até hoje, foi o único militar brasileiro a receber, do governo dos Estados Unidos, a medalha militar Cruz de Serviço Distinto, a mais alta condecoração antes da Medalha de Honra.
- Com exceção da Cruz de Combate de 2.ª classe, recebeu todas as condecorações entregues a militares da FEB
- O governo dos Estados Unidos enviou um representante (oficial da Marinha) ao seu funeral, em 1999
- O governo brasileiro não enviou representantes ao seu funeral